# مایکل دیتس
مایکل دیتس (انگلیسی: Michael Dietz؛ زادهٔ ۱۰ فوریهٔ ۱۹۷۱) یک هنرپیشه، و کارگردان اهل ایالات متحده آمریکا است.